# Arpegina
Arpegina est un instrument de musique à cinq cordes, créé en 1996 pour l'altiste Jean-Paul Minali-Bella par le luthier Bernard Sabatier.

## Description
Cet instrument de la famille des cordes frottées, grand frère de l'alto, est d'une taille, d'un volume et d'une forme différents des autres instruments de la famille des cordes.
Imaginé par l'altiste Jean-Pol Minali-Bella, il fut créé par le luthier Bernard Sabatier en 1996.
Ce dernier ayant déjà exploré la forme dissymétrique pour de petits altos, afin d'améliorer la sonorité des instruments pour jeunes débutants, conservera le même modèle pour mettre en valeur le spectre sonore de l'arpegina.
La principale particularité de l'arpegina, outre sa forme, est l'ajout d'une corde mi grave aux quatre cordes traditionnelles de l'alto: la-ré-sol-do.
La tessiture de l'instrument, se rapproche donc de celle du violoncelle, rompant avec le cycle de quintes descendantes, la sixte grave amène l'instrument à la même note basse qu'un instrument inventé au XIXe siècle : l'arpeggione, pour lequel Franz Schubert composa une sonate avec piano.
La sonorité de l'arpegina, du fait de son ambitus, lui donne les particularités d'instruments tels que le violoncelle, l'alto ou encore la viole de gambe.

## Utilisation
Imaginé lors d'une collaboration avec l'ensemble "Carpe Diem", l'instrument est, aujourd'hui, utilisé par des compositeurs tel Pierre Thilloy qui lui offre Abraxas, premier concerto pour arpegina et orchestre à cordes.
Soutien de la première heure, le compositeur Armand Amar utilisera le timbre de l'arpegina dans nombre de ses compositions pour le cinéma. On l'entendra dans les musiques qui accompagnent les films Amen de Costa-Gavras, Va, vis et deviens et Le Concert de Radu Mihaileanu, Home de Yann Arthus-Bertrand et bien d'autres.
C'est aussi Armand Amar qui produisit les disques consacrés aux six suites pour violoncelle seul de Jean-Sébastien Bach, parues chez "LongDistance", un label dirigé par Katrin Oebel.
Avec l'ensemble "European Camerata", Jean-Paul Minali-Bella et son arpegina,ont interprété les pièces "Folia" de Nicolas Bacri, un arrangement de la sonate pour arpeggionne de Franz Schubert, Lachrymae et le Deuxième portrait de Benjamin Britten.
Ces deux dernières pièces firent l'objet d'un disque consacré au compositeur anglais pour le label "Fuga Libera".
Plus récemment, l'accordéoniste Richard Galliano fit appel à l'arpegina pour des arrangements de pièces d'Astor Piazzolla, cette collaboration donna à Jean-Paul Minali-Bella l'envie d'arranger le fameux Grand Tango, écrit pour violoncelle et piano,en une pièce concertante pour arpegina et orchestre à cordes.
L'arpegina, véritable création, n'existe qu'en un seul exemplaire, on peut l'entendre accompagné par l'orchestre, le quatuor à cordes, le piano, l'orgue ou encore l'accordéon, dans des œuvres originales ou adaptées.